# Talahon

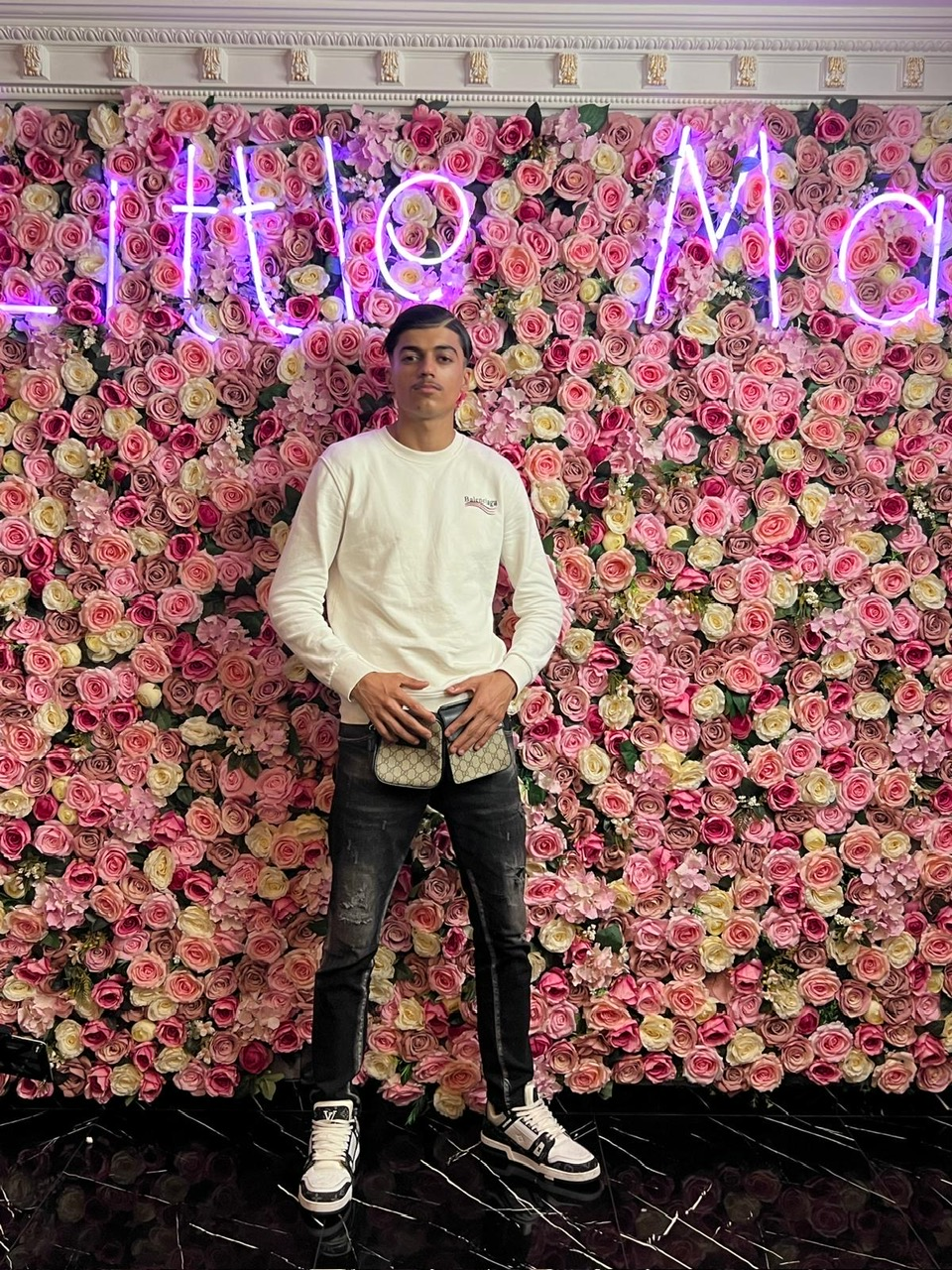
Pózolás övtáskával

A talahon egy német trend, amely 2024-ben vált népszerűvé a TikTokon és más közösségi média platformokon. A trendet fiatal férfiak videói jellemzik, akik gyakran migráns háttérrel rendelkeznek, különösen arab országokból, mint például Szíria. Ezekben a videókban agresszív testtartásokat vesznek fel, és luxustárgyakat, gyakran hamis kiegészítőket mutogatnak. A jelenség mélyen gyökerezik a patriarchális értékrend, a férfiasság, a nőgyűlölet és a materializmus sajátos ábrázolásában, és széleskörű vitákat, valamint ellentmondásokat váltott ki.  A talahont Németországban az év ifjúsági szava díjra is jelölték.

## Jelentése
A talahon kifejezésnek nincs konkrét meghatározása, de úgy vélik, hogy az arab „taeal huna” (تعال هنا) kifejezésből származik, amelynek jelentése „gyere ide”. Egyesek szerint a név a „Ta3al Lahon” című dalra utal, amelyet a szíriai-német rapper, Hassan adott ki 2022-ben. A dal szövege az utcai életről, erőszakról és bűnözésről szól, amelyek szorosan kapcsolódnak a talahon trend témáihoz.
Azok a fiatal férfiak, akiket a talahon jelenséghez kötnek, gyakran jellegzetes stílussal rendelkeznek. Ruházatukban a luxusmárkák dominálnak, például márkás melegítőszetteket, Gucci sapkákat és aranyláncokat viselnek. Ez a külső megjelenés a fényűzés, az erő demonstrálása és a férfiasság kifejezéseként szolgál.
A talahon trend megjelenése és elterjedése jelentős társadalmi vitákat váltott ki, mivel a patriarchaikus értékrendet, a maszkulinitást, valamint a nők elleni megvetést és a tárgyiasítást jeleníti meg, ami sokak számára problematikus.

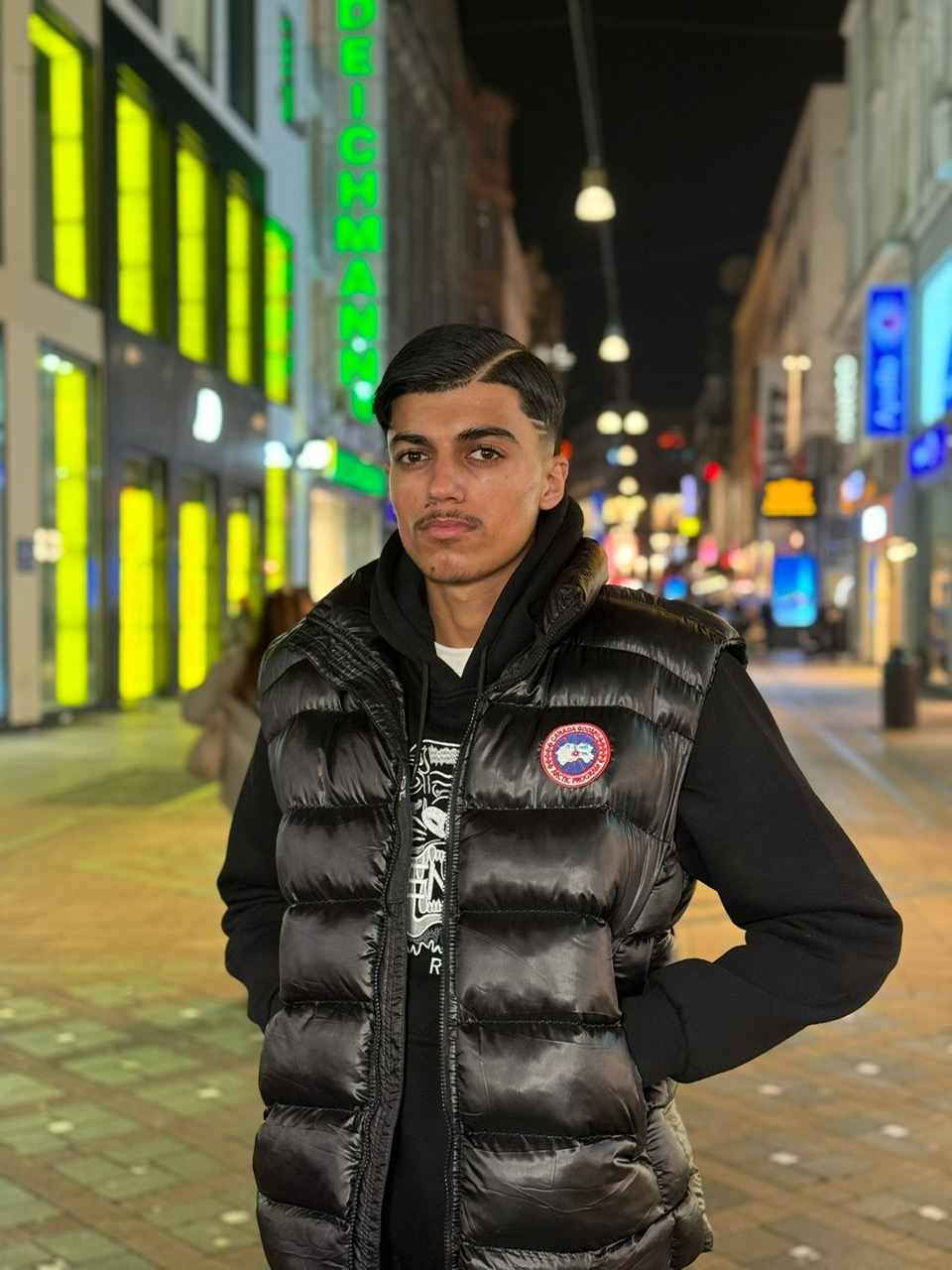

## Szubkultúra
A talahon trend egy sajátos ifjúsági szubkultúra jelképévé vált, amelyet egyszerre ünnepelnek és kritizálnak. A videókban a résztvevők gyakran árnyékbokszolnak vagy harcművészeti rúgásokat mutatnak be, miközben feltűnő ruhákat és luxuskiegészítőket viselnek. Ez az ábrázolás a férfi dominanciát, a félelemnélküliséget és az erőt kívánja közvetíteni, ami egyes fiatalok számára az önkifejezés és az önmegerősítés formájának tűnik.önkifejezés 

## Kritikák
A kritikusok azzal érvelnek, hogy ez a trend tovább erősíti a bevándorló háttérrel rendelkező fiatal férfiakkal kapcsolatos sztereotípiákat, amelyek szerint ők erőszakosak, nőgyűlölők és anyagi javak megszállottjai. Ez megosztott fogadtatáshoz vezetett: egyesek a talahon kifejezést ironikusan használják ezeknek a sztereotípiáknak a kigúnyolására, míg mások hiteles önazonosságuk kifejezéseként fogadják el.
A talahon trend komoly visszhangot váltott ki az erőszak állítólagos dicsőítése, valamint patriarchális és nőgyűlölő felhangjai miatt. Integrációs szakértők bírálták a jelenséget, mondván, hogy egy olyan visszamaradott világnézetet népszerűsít, amely káros a társadalmi kohézióra. Emellett aggodalmak merültek fel azzal kapcsolatban is, hogy a trendet szélsőjobboldali csoportok sajátíthatják ki, tovább marginalizálva és megbélyegezve a bevándorló hátterű fiatal férfiakat.

## Fordítás
Ez a szócikk részben vagy egészben  a   Talahon című angol Wikipédia-szócikk fordításán alapul.  Az eredeti cikk szerkesztőit annak laptörténete sorolja fel. Ez a jelzés csupán a megfogalmazás eredetét és a szerzői jogokat jelzi, nem szolgál a cikkben szereplő információk forrásmegjelöléseként.